# ماجرای های‌مارکت
ماجرای های‌مارکت (که همچنین به عنوان قتل‌عام های‌مارکت، شورش های‌مارکت یا شورش میدان های‌مارکت نیز شناخته می‌شود) پیامدهای انفجار بمبی بود که در تظاهرات کارگری در ۴ مه ۱۸۸۶، در میدان های‌مارکت شیکاگو در ایالات متحده آمریکا رخ داد. این تجمع مسالمت‌آمیز در حمایت از اعتصاب کارگران برای محدودیت کار به هشت ساعت در روز شکل گرفته بود؛ زیرا روز پیش از آن، پلیس یک نفر را کشته و چندین کارگر را زخمی کرده بود. هنگامی که آن‌ها برای پراکنده کردن تظاهرات اقدام کردند، فرد ناشناسی یک بمب دینامیت به سمت پلیس پرتاب کرد و منجر به کشته شدن هفت افسر پلیس و حداقل چهار غیرنظامی شد و ده‌ها نفر دیگر زخمی شدند.
در دادرسی‌های حقوقی پس از آن، هشت «آنارشیست» به جرم توطئه محکوم شدند. شواهد نشان می‌داد که یکی از متهمان ممکن است بمب را ساخته باشد، اما هیچ‌یک از محاکمه‌شوندگان آن را پرتاب نکرده‌بودند. هفت نفر به اعدام و یک نفر به مدت ۱۵ سال زندان محکوم شدند. فرماندار ایلینوی، ریچارد جیمز اوگلزبی دو فقره را به حبس ابد تقلیل داد. دیگری به جای مواجهه با چوبه‌دار، در زندان خودکشی کرد. چهار نفر دیگر در ۱۱ نوامبر ۱۸۸۷ به دار آویخته شدند. در سال ۱۸۹۳، جان پیتر آلتگلد، فرماندار ایلینوی، سایر متهمان را عفو کرد و احکام دادگاه را مورد انتقاد قرار داد.
ماجرای های‌مارکت به‌طور کلی به عنوان منشأ اولیهٔ روز جهانی کارگر، که در اول ماه مه برگزار می‌شود، قابل توجه تلقی می‌شود و همچنین اوج ناآرامی‌های اجتماعی در میان طبقه کارگر آمریکاست و به عنوان آشوب بزرگی شناخته شده است.